# عضلة إبرية لامية
العضلة الإبرية اللامية هي عضلة نحيلة، تقع أمام وفوق البطن الخلفي للعضلة ذات البطنين.يعصبها الفرع الإبري اللامي من العصب الوجهي.، و تعمل على سحب العظم اللامي للخلف ورفع اللسان. تنشأ من الناتئ الإبري للعظم الصدغي. و ترتكز على العظم اللامي.[بحاجة لمصدر]

## الهيكلية
تنشأ من السطح الخلفي الجانبي للناتئ الإبري للعظم الصدغي، بالقرب من قاعدته ؛ ترتكز على العظم اللامي، عند اتصال جسمه بقرنه الكبير. تنتمي إلى مجموعة العضلات فوق اللامية.
عند انقباضها تعمل على رفع العظم اللامي، تحدث هذه العملية بشكل أساسي أثناء البلع.

### إمداد العصب
يعصبها الفرع الإبري اللامي من العصب الوجهي (CN VII)

## وظيفة
ترفع العضلة الإبرية اللامية العظم اللامي للخلف.تبدأ عملية البلع عن طريق سحب العظم اللامي في الاتجاه الخلفي والأعلى.

## صور إضافية

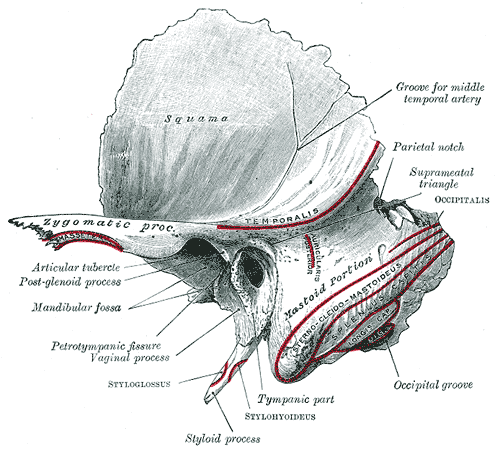
العظم الصدغي الأيسر. السطح الخارجي.
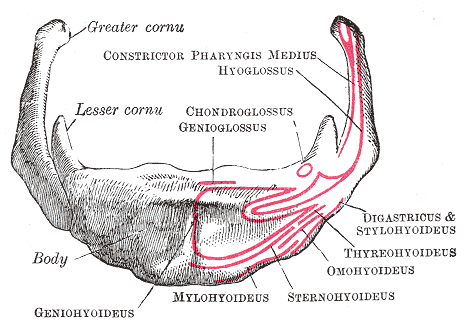
العظم اللامي. السطح الأمامي. الموسع.
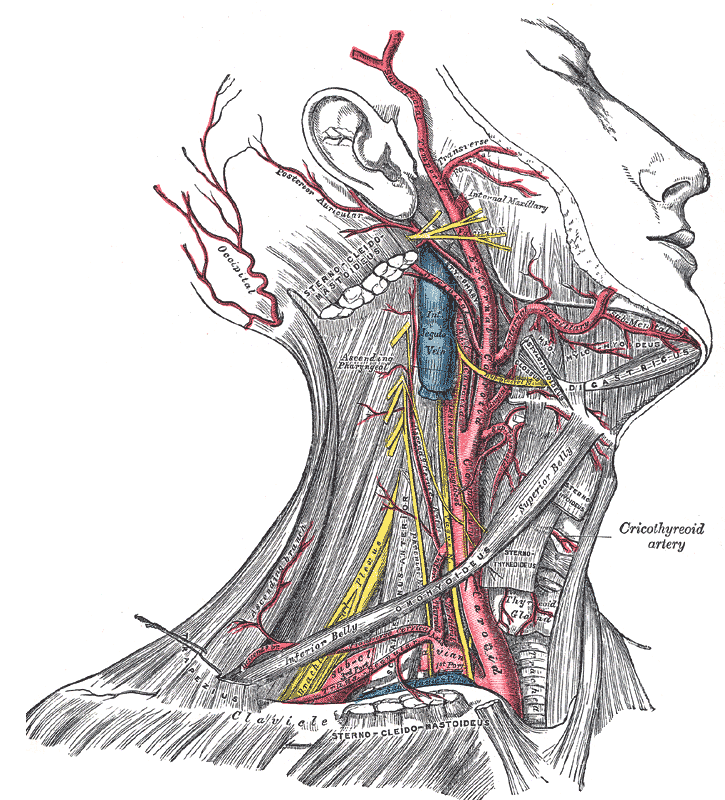
تشريح سطحي للجانب الأيمن من الرقبة، يظهر الشرايين السباتية وتحت الترقوة.
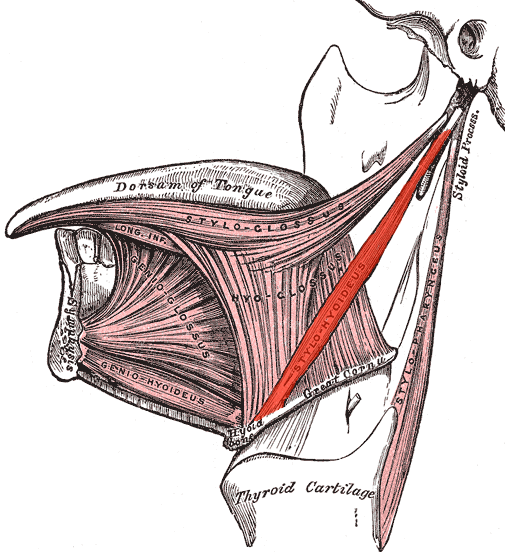
عضلات اللسان الخارجية. الجهه اليسرى.
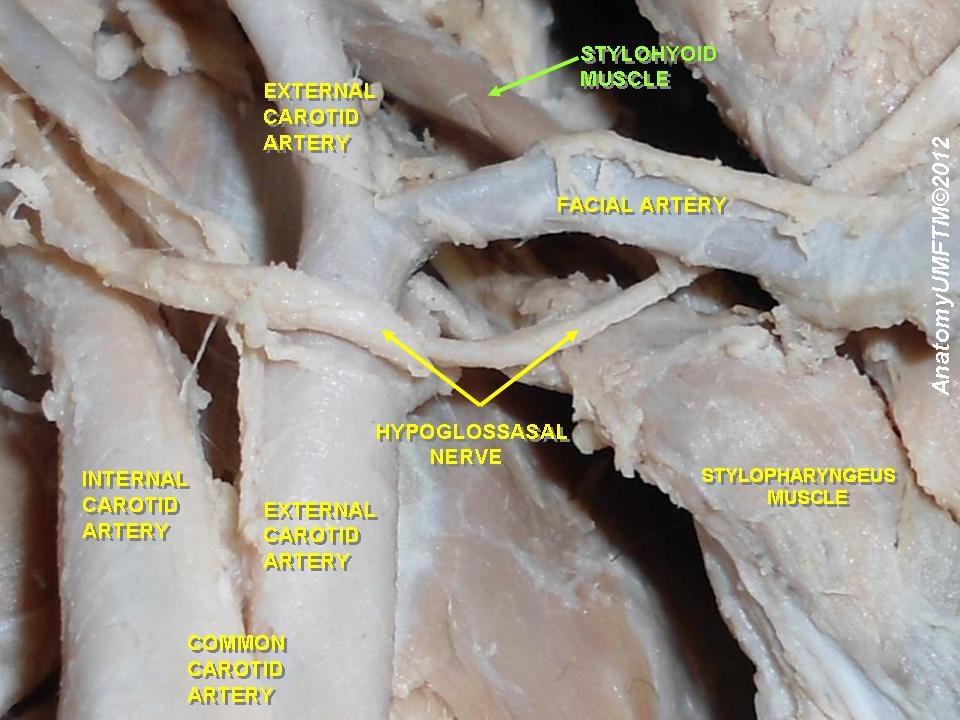
العضلة الإبري اللامية
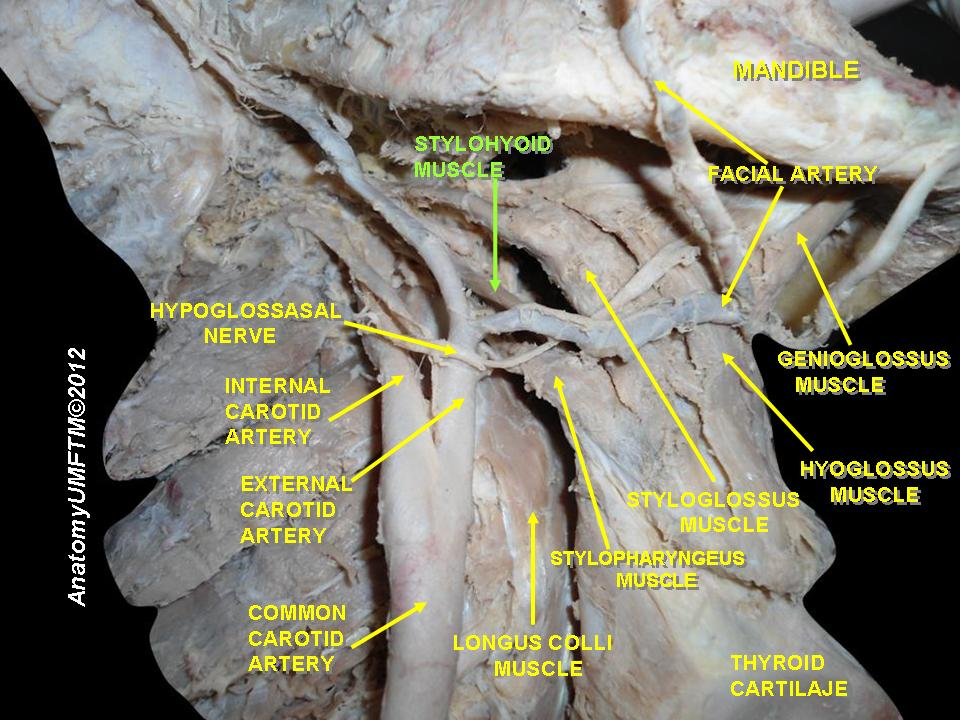
العضلة الإبري اللامية

## روابط خارجية
شكل تشريحي: 34:02-04 على موقع مركز سوني دونستات الطبي (تشريح بشري عبر الإنترنت).
1. ↑  نموذج تأسيسي في التشريح، QID:Q1406710